# Țîbulkivka, Țarîceanka
Țîbulkivka (în ucraineană Цибульківка) este localitatea de reședință a comunei Țîbulkivka din raionul Țarîceanka, regiunea Dnipropetrovsk, Ucraina.

## Demografie
Componența lingvistică a localității Țîbulkivka
     Ucraineană (97,64%)
     Rusă (1,57%)
     Alte limbi (0,26%)
Conform recensământului din 2001, majoritatea populației localității Țîbulkivka era vorbitoare de ucraineană (97,64%), existând în minoritate și vorbitori de rusă (1,57%).